# Cherie Mon Cherie
 (mars 2012).
Si vous disposez d'ouvrages ou d'articles de référence ou si vous connaissez des sites web de qualité traitant du thème abordé ici, merci de compléter l'article en donnant les références utiles à sa vérifiabilité et en les liant à la section « Notes et références ».
Singles de Wink
Twinkle Twinkle
(1994) Watashitachi Rashii Rule
(1995)
Cherie Mon Cherie (シェリー モン シェリ) est le 22e single du duo japonais Wink.

## Présentation
Le single sort le 26 octobre 1994 au Japon sous le label Polystar, quatre mois seulement après le précédent album du groupe, Overture!. Il atteint la 29e place du classement de l'Oricon, et reste classé pendant trois semaines ; il se vend à 25 000 exemplaires durant cette période, l'une des plus faibles ventes d'un disque du groupe.
La chanson-titre a été utilisée comme thème musical pour une publicité pour la marque Unicharm Airwick Suyaki no Ouchi. Elle figurera sur l'album Voce qui sort un mois plus tard, et sur les compilations Reminiscence de 1995, Wink Memories 1988-1996 de 1996, et Treasure Collection de 1999 ; elle sera aussi remixée sur l'album Jam the Wink de 1996.
La chanson en "face B", Please Please Me, figurera aussi sur l'album Voce, puis sur la compilation de "faces B" Back to Front de 1995.

## Liste des titres
| 1. | Cherie Mon Cherie (シェリー モン シェリ)                       | Rui Serizawa / Satoshi Kadokura |  |
| 2. | Please Please Me (PLEASE PLEASE ME)                            | Chika Ueda / Chika Ueda         |  |
| 3. | Cherie Mon Cherie (Original Karaoke) (...オリジナル・カラオケ) | instrumental / Satoshi Kadokura |  |
| 4. | Please Please Me (Original Karaoke) (...オリジナル・カラオケ)  | instrumental / Chika Ueda       |  |